# Sebastião Reis Júnior
Sebastião Alves dos Reis Júnior (Belo Horizonte, 4 de janeiro de 1965) é um magistrado brasileiro, atual ministro do Superior Tribunal de Justiça.
Filho do ex-ministro do Tribunal Federal de Recursos Sebastião Alves dos Reis, é bacharel em Direito pela Universidade de Brasília (1986) e especialista em Direito Público pela Faculdade Mineira de Direito da PUC Minas (2004).

## Biografia
Atuou como advogado das Centrais Elétricas do Norte do Brasil S/A (Eletronorte) e da Companhia Nacional de Saúde Mental, e foi consultor jurídico do Ministério da Integração Nacional. Também foi chefe da Assessoria Jurídica da Empresa Brasileira de Comunicações (Radiobrás – 1998 a 2003) e coordenador-geral da Secretaria de Comunicação Social da Presidência da República (1998/1999).
Foi nomeado pela então presidente da República Dilma Rousseff para o cargo de ministro do STJ em virtude de aposentadoria do ministro Humberto Gomes de Barros. Após sabatina no Senado Federal, seu nome foi aprovado pelo Plenário daquela casa para preencher vaga destinada a membro da advocacia.